# Podabrus kiso
Podabrus kiso es una especie de coleóptero de la familia Cantharidae.

## Distribución geográfica
Habita en Japón.